# Бустурияльдеа-Урдайбай
Бустурияльдеа-Урдайбай (исп. Busturialdea - Urdaibai, баск. Busturialdea)  — район (комарка) в Испании, входит в провинцию Бискайя в составе автономного сообщества Страна Басков.

## Муниципалитеты
1. Бермео (17.144)
2. Мундака
3. Педерналес
4. Бустуриа
5. Муруэта
6. Форуа
7. Герника-и-Луно (16.812)
8. Ригойтиа
9. Морга
10. Ахангис
11. Мендата
12. Аррасуа
13. Мухика
14. Наварнис
15. Кортесуби
16. Артеага
17. Ибаррангелуа
18. Эланчове
19. Эреньо
20. Эа (Бискайя)

1. ↑  https://www.ine.es/dynt3/inebase/index.htm?padre=525